# 強姦の歴史

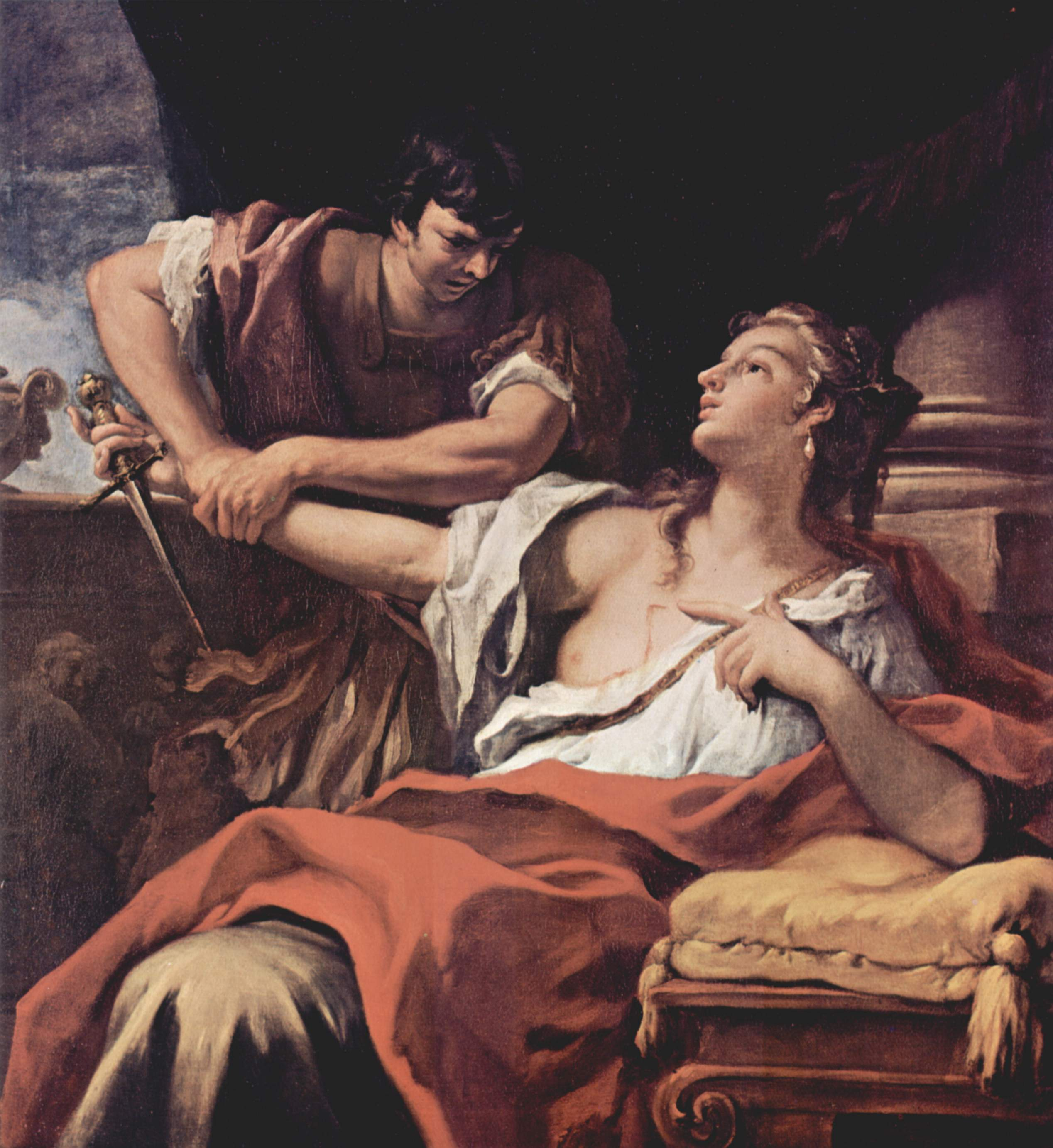
セバスティアーノ・リッチ『ルクレティア』
バロック後期初頭ヴェネツィア派のイタリア人画家の手になる1685年の油彩画。
ローマ王タルクィニウスの息子セクストゥスに凌辱される人妻ルクレティアを描いている。貞操を奪われたルクレティアの抗議の自殺がきっかけとなり、ローマの王政は滅ぼされることとなる。

強姦の歴史（ごうかんのれきし）では、強姦や性的暴行について、人類史的（あるいは世界史的）視点で解説する。
強姦は古典的法律において、重い処罰が課せられていた。しかし、1733年のオーセール事件や1762年のベルニエによって起きた事件から判断できる通り、旧体制下でのフランスでは暴力は男らしさの証明とみなされていた。そのため、裁判官による訴追はほぼないなど、裁判官さえ理解を示している状態だった。

## 古代・中世
強姦の概念の始まりは神話・宗教の世界にまで遡る。ギリシア神話においてゼウスとエウローペーあるいはガニュメーデースの話も強姦に類似した誘拐と表される。仏教では龍樹が透明人間となり多くの女性との交合を果たす伝説がある。
性的暴力は、少数民族や奴隷、先住民、難民、貧困層また大規模災害などによって生まれた社会的弱者に対して行われたり、刑務所や収容施設内、そして戦時下においてしばしば行われてきた。内乱や戦時下では大規模な集団レイプもしばしば発生する。（戦時性暴力）
また、非戦時下においても、権力者による性の専横、例として西欧領主の初夜権などがある。
古来より戦争には兵士による女性の強姦が付き物であり、陥落した城塞、征服された民族、捕虜となった少なからぬ女性は（戦った兵士への褒美や敵への見せしめという意図もあり）強姦の対象になった。最も有名なのはモンゴル帝国の創始者チンギス・ハーンとその係累・後裔であろう。帝国による降伏勧告を受け入れず抵抗の後征服された都市はことごとく破壊・略奪・殺戮され、女性も戦利品として王侯・軍隊などの権力者以下にあてがわれた。
世界各地の男性のY染色体を調べた結果、かつてのモンゴル帝国の版図に高率で共通の染色体が検出されたという話さえある。
古代から中世まで、強姦は女性に対する貞操観念の結果として犯罪として見られた。その結果、処女の強姦は、非処女及び売春婦に対する強姦よりしばしば更に重大な犯罪であった。そのため、純潔が害されないであろうとみなされた女性、身持ちの悪い女性は、いくらかの法において犯罪ではなかった。かつての西欧では強姦や近親姦があってもそれは被害者の問題ではなく、その所有者の問題であった。
西欧では、紀元前4世紀のアレクサンドロス軍にも、多数の女性が含まれており、娼婦や女性捕虜は強姦されていたと考えられている。また、クセノポンのギリシア人傭兵部隊の性欲処理の対象には多数の若者や少年も含まれていた。8世紀以降国家が西欧で分裂し小規模な軍隊が作られた事で、軍による強姦はより散発的に起こるようになった。14世紀以降人口の増加もあり、西洋では傭兵が溢れかえった。国家はそれら傭兵を養うだけの財産がなく強姦する部隊が増加した。これに対し、百年戦争（1337年-1453年）の頃に強姦犯に有罪を宣告して、実行する基本的な方針が形成された。

## 近世
西欧において、カトリック教会の聖職者らによる少年へのレイプは、少なくとも18世紀には深刻な問題として認められていた。しかしこの問題は、21世紀になるまでほとんど表面化しなかった。
近世日本では、主に江戸時代において、1747年に制定された公事方御定書下巻(いわゆる御定書百箇条)では「強姦をした者は重追放と手鎖」「幼女強姦をした者は遠島」「輪姦をした者には獄門もしくは重追放」などそれぞれ重罰が科せられていた。

## 法律
日本では1907年（明治40年）に刑法が制定され、強姦罪という名称になった。110年後の2017年に強姦罪は廃止され、 強制性交等罪として扱われるようになり、男性も被害者に含まれるようになった。
アメリカ合衆国ではピューリタンの植民地でレイプを死刑と定めた。死刑の罪状としてレイプというものがあり、多くの黒人が処刑された。南部を中心に、レイプを死刑とする動きは続いた。だが、1972年にレイプを罪状とする死刑にアメリカで違憲判決が出された。1970年代以来、女性解放運動により社会的情勢・法的態度は変化した。また、1980年代以降認知されてきた男性に対する性的暴行をどう扱うか、という問題に関しては、現在複数の州で様々な形で法改正がなされてはいる。

## 戦時の強姦
戦争におけるレイプなどの性暴力については1990年代以降、「戦時性暴力」として研究されている。戦争において性暴力は、勝者への褒美、敗者への懲罰、また単なる快楽として行使されてきた。そして、それを防ぐため、軍当局があらかじめ女性を「用意」する例が現れるようになる。
第一次世界大戦開戦直後にはドイツ兵によるフランス人女性への強姦が発生し、妊娠した女性の堕胎を認めるべきか論争が起こった。また、第一次世界大戦敗戦後のドイツではライン河左岸を占領した連合軍兵士のなかにモロッコ、チュニジア、アルジェリア、マダガスカル、セネガルなどの植民地兵がおり、1920年代にはアフリカ系兵士によるドイツ人女性の強姦が問題とされた。
近代から現代にかけては、戦時下や終戦直後に各国軍隊による敵国女性へのレイプが少なからず発生した。近代の日本においては、米軍に所属する将兵による強姦事件が多発している（cf. 占領期日本における強姦）。沖縄県では、1972年の本土復帰以降、米軍の強姦事件が、明るみに出ているだけで120件以上、発生している。

### 第二次世界大戦
ソ連軍
ソ連（ロシア）では、ドイツ進攻時にはレイプが黙認されたとされる:152,153。ヨシフ・スターリンは敵国の女性を戦利品とする「戦地妻」を容認し、「わが軍兵士のふるまいは絶対に正しい」と兵士を鼓舞した。ソ連軍は占領したドイツで集団強姦を広範囲に行い、レイプの被害者数はベルリンでは9万5000 - 13万、東プロイセン等では140万人、ドイツ全域で200万人にのぼった。
ソ連軍によって約170名の女性寮の日本女性が監禁され、多数の者が強姦を受け23人が集団自決した敦化事件も起きている。ただし、この頃にはソ連軍においても強姦は建前としては厳しく禁止されていて、強姦の発覚した兵士がソ連軍で憲兵に相当する任務に当たっていたGRUの者によって即決で射殺処刑されたのを目撃したという民間日本人の証言もある。
終戦前後にハルビンで医師として活動した山崎倫子は、ソ連兵に犯されて妊娠した女性が中絶のために現地の診療所に既に来ていたことを報告している。石川県の満蒙開拓団関係者の依頼で開拓団史をまとめた藤田繁は、引揚者の記録から、ソ連兵の暴行が猖獗を極めたのは1945年の８月からせいぜい９月半ばまでとしている。(引揚者#ソ連軍占領下地域も参照）
日本軍
武藤章元陸軍中将は、戦後の東京裁判を控えた国際検察局の尋問に対し、シベリア出兵以降、日本軍兵士の質が低下し強姦や略奪が増えたと証言している。第一次上海事変時の派遣軍参謀副長の岡村寧次大佐(当時)は彼の回想録で、派遣軍による強姦事件が起こったため、上海の海軍にならって慰安所を作ったとしている。南京事件では日本兵による強姦事件が発生したが、その詳細については論争になっている（南京事件論争を参照）。早尾乕雄『戦場心理の研究』 によれば1938年の上海では強姦や輪姦が頻発し、南京では「皇軍に強姦されたら、幸運に思え」と怒鳴った隊長がいたと報告している。日本の内地においては、灯火管制下の治安や妻の貞操の安全を不安視する既婚出征兵士の士気維持のために1941年に戦時犯罪処罰ノ特例ニ関スル法律を制定し、強姦・強制わいせつ等の性犯罪の厳罰化が図られた。
朝鮮や中国の軍隊
朝鮮半島の吉州郡や端川市などで朝鮮人（朝鮮保安隊）も非戦闘員の女性引揚者への集団強姦行為を行ったとされる。不法妊娠とされる引揚者女性の堕胎を行った二日市保養所の1946年（昭和21年）の記録では、相手の男性は朝鮮人28人、ソ連人8人、中国人6人、アメリカ人3人、台湾人・フィリピン人各1人であり、場所は朝鮮半島が38件と最も多く、満州4件、北支3件であった。

### 朝鮮戦争
朝鮮戦争時には敵国ではない韓国において国連軍がソウル市北部の村で日中、シェパードを連れて女性を捜索し、発見後に強姦に及んだり、またジープにのって民家を訪れ女性を連れ去り性暴力をはたらいたり、韓国人兵士が韓国人女性に性暴力や性拷問をはたらいたといわれ、また性暴力をうけたのは女性だけでなく、10歳位の男子がフェラチオを強要され喉が破裂したこともあった。1992年には、米兵に米軍クラブの従業員が殺害される尹今伊殺害事件が発生した。

### ベトナム戦争
韓国軍兵士がベトナム人女性を多数強姦し、韓国軍が制圧した地区で殺害されなかった女性は、ほとんど慰安婦にされた。

## 関連文献
- 足立信彦「略奪と陵辱 - 性・所有・共同体 I」『Odysseus』第18巻、東京大学 大学院総合文化研究科 地域文化研究専攻、2014年3月17日、9-30頁、ISSN 1345-0557、OCLC 834904131。